# Stazione di Culemborg
Culemborg, è una stazione ferroviaria passante di superficie sulla linea ferroviaria Utrecht-Boxtel nella città di Culemborg, Paesi Bassi.